# Someday/Boys♥Girls
Someday / Boys♥Girls es el sencillo n.º 30 de la cantante japonesa Kumi Kōda, lanzado el 22 de febrero del año 2006.

## Información
Este sencillo es el último de la colección de doce sencillos de Kumi, que comenzaron a lanzarse desde diciembre de 2005 cada siete días, aparte de completar una etapa importante dentro de la carrera de la joven cantante, al ser su sencillo treinta. Este es uno de los pocos de los 12 que no fue edición limitada. A pesar de supuestamente es un sencillo de doble cara A, Boys♥Girls no fue incluido en lo que fue el álbum que incluyó a todos estos 12 trabajos, es decir en el BEST ~second session~.
El video musical de la canción también presenta el fin de las tres historias presentadas anteriormente en los videos musicales de "you", "feel" y "Lies". Curiosamente todas las historias que anteriormente terminaban de forma negativa, aquí se solucionan y resultan de la mejor forma posible.
La portada del sencillo representa a la cultura japonesa, y más detalladamente a las geishas.

## Canciones
1. Someday
2. Boys♥Girls
3. Someday (Instrumental)
4. Boys♥Girls (Instrumental)